# Championnat du Portugal féminin de football 1993-1994
Navigation
Édition précédente Édition suivante
Le Nacional Feminino 1993-1994 est la 9e édition du championnat du Portugal féminin de football, et la première édition sous l'appellation de Campeonato Nacional Feminino. Le nom change, mais le format de la compétition reste le même. Durant la première phase, vingt et une équipes divisées en trois groupes régionaux s'affrontent sous forme de championnat, selon le principe des matches aller et retour. À l'issue de cette dernière, les deux premières équipes de chaque groupe s'affrontent dans une phase finale, toujours sous le principe d'un championnat aller-retour.
Au terme de la saison, le Boavista s'impose une nouvelle fois, remportant son neuvième titre d'affilée. Pas moins de 959 buts sont marqués durant cette édition, devenant ainsi le record du championnat. Pour cette neuvième édition il n'existe toujours pas de principe de relégations en division inférieure.

## Participants
Ces trois tableaux présentent les vingt et une équipes qualifiées pour disputer le championnat 1993-1994. On y trouve le nom des clubs, la date de création du club, le nom des stades ainsi que la capacité de ces derniers
La première phase comprend trois groupes de sept équipes. 
Légende des couleurs
- Vainqueur de la Taça Nacional Feminino la saison précédente.
- Promu de division inférieure.

| \| Drizes Castro Daire Lobão Souselo Boavista Amarante Torre \| Localisation des clubs engagés dans la Zona A du championnat. |
| Drizes Castro Daire Lobão Souselo Boavista Amarante Torre                                                                     |

| Nom du club     | Date de création | Dernière montée | Division 1992-1993 | Stade                                    | Capacité | Vict. |
| --------------- | ---------------- | --------------- | ------------------ | ---------------------------------------- | -------- | ----- |
| Amarante FC     | 1923             | 1993            | Distrital          | -                                        |          | /     |
| Boavista FC     | 1903             | 1985            | Taça Nacional      | Campo de Treinos do Estádio do Bessa XXI | -        | 8     |
| AD Castro Daire | 1975             | 1993            | Distrital          | -                                        |          | /     |
| CD Drizes       | 1962             | 1992            | Taça Nacional      | -                                        | -        | /     |
| ADC Lobão       | 1978             | 1991            | Taça Nacional      | -                                        | -        | /     |
| ACCD Souselo    | 1982             | 1993            | Distrital          | -                                        |          | /     |
| AR Torre        | -                | 1991            | Taça Nacional      | -                                        | -        | /     |

| \| Riachense U.Coimbra Ferreirense Escola Viseu Clube de Albergaria \| Localisation des clubs engagés dans la Zona B du championnat. |
| Riachense U.Coimbra Ferreirense Escola Viseu Clube de Albergaria                                                                     |

| Nom du club         | Date de création | Dernière montée | Division 1992-1993 | Stade                                             | Capacité | Vict. |
| ------------------- | ---------------- | --------------- | ------------------ | ------------------------------------------------- | -------- | ----- |
| Clube de Albergaria | 1890             | 1989            | Taça Nacional      | Estádio Municipal António Augusto Martins Pereira | -        | /     |
| CF União de Coimbra | 1919             | 1985            | Taça Nacional      | -                                                 | -        | /     |
| União Ferreirense   | 1916             | 1986            | Taça Nacional      | -                                                 | -        | /     |
| Escola Molelinhos   | 1979             | 1990            | Taça Nacional      | Campo do Vale da Pata                             | 350      | /     |
| CA Riachense        | 1932             | 1989            | Taça Nacional      | -                                                 | -        | /     |
| AD São Roque        | -                | 1992            | Taça Nacional      | -                                                 | -        | /     |
| CD Viseu            | -                | 1988            | Taça Nacional      | -                                                 | -        | /     |

| \| Lagos Juventude Trajouce Sporting Queluz Camarate \| Localisation des clubs engagés dans la Zona C du championnat. |
| Lagos Juventude Trajouce Sporting Queluz Camarate                                                                     |

| Nom du club          | Date de création | Dernière montée | Division 1992-1993 | Stade                       | Capacité | Vict. |
| -------------------- | ---------------- | --------------- | ------------------ | --------------------------- | -------- | ----- |
| União Camarate       | -                | 1990            | Taça Nacional      | -                           | -        | /     |
| Juventude Évora      | 1918             | 1992            | Taça Nacional      | -                           | -        | /     |
| Hockey Clube         | -                | 1993            | Distrital          | -                           | -        | /     |
| Centro De Lagos      | -                | 1993            | Distrital          | -                           | -        | /     |
| GD Queluz            | -                | 1993            | Distrital          | -                           | -        | /     |
| Sporting CP          | 1906             | 1991            | Taça Nacional      | CGD Stadium Aurélio Pereira | 1 180    | /     |
| GMD 9 Abril Trajouce | 1931             | 1991            | Taça Nacional      | -                           | -        | /     |

## Compétition

### Première phase
Classement
Le classement est calculé avec le barème de points suivant : une victoire vaut deux points, le match nul un et la défaite zéro.
Critères de départage en cas d'égalité au classement :
1. classement aux points des matchs joués entre les clubs ex æquo ;
2. différence entre les buts marqués et les buts concédés sur la totalité des matchs joués dans le championnat ;
3. plus grand nombre de buts marqués sur la totalité des matchs joués dans le championnat ;
4. en cas de nouvelle égalité, une rencontre supplémentaire aura lieu sur terrain neutre avec, éventuellement, l’épreuve des tirs au but.

#### Zone A
Un nouveau titre pour les joueuses du Boavista qui remportent leur championnat de première phase. Pour la première fois elles ont une forte opposition en la présence de l'ADC Lobão qui obtient le même nombre final de points. Lors de l'avant dernière journée du championnat les filles de Lobão, devancent celles de Porto, à la différence de buts. Mais l'ADC Lobão doit recevoir l'Amarante FC, mais ces dernières déclarent forfait. À l'époque le règlement stipulait qu'en cas de forfait l'équipe subissant ce dernier gagnait le bénéfice des points mais n'obtenait pas de buts en compensation. De surcroît le club de Lobão perd son avantage à la différence de buts qu'il ne peut récupérer lors de la dernière journée. 
À noter que les filles d'Alfredina Silva, battent le record de buts marqués en un match à 3 reprises (20-0 face à Souselo, 21-0 face au Castro Daire et 0-21 face à Amarante°.
| Rang | Équipe           | Pts | J  | G  | N | P  | Bp  | Bc  | Diff |
| ---- | ---------------- | --- | -- | -- | - | -- | --- | --- | ---- |
| 1    | Boavista FCT     | 22  | 12 | 11 | 0 | 1  | 121 | 2   | +119 |
| 2    | ADC Lobão        | 22  | 12 | 11 | 0 | 1  | 115 | 4   | +111 |
| 3    | AR Torre         | 16  | 12 | 8  | 0 | 4  | 62  | 21  | +41  |
| 4    | CD Drizes        | 10  | 12 | 5  | 0 | 7  | 15  | 48  | -33  |
| 5    | ACCD SouseloP    | 8   | 12 | 4  | 0 | 8  | 33  | 95  | -62  |
| 6    | AD Castro DaireP | 6   | 12 | 3  | 0 | 9  | 11  | 113 | -102 |
| 7    | Amarante FCP     | 0   | 12 | 0  | 0 | 12 | 9   | 83  | -74  |

|  | Qualifiés pour la phase finale de la compétition. |
|  | Relégué en division inférieure. |
|  | T Tenant du titre. P Promu de division inférieure. Pts points ; G victoires ; N match nuls ; P défaites Bp buts marqués ; Bc buts encaissés ; Diff différence de buts |

| Résultats (▼dom., ►ext.)                                   | Boa  | Lob  | Tor  | Dri  | Sou  | Cas  | Ama     |
| Boavista FC                                                |      | 2-1  | 1-0  | 6-0  | 16-0 | 19-0 | 10-0    |
| ADC Lobão                                                  | 1-0  |      | 1-0  | 14-0 | 20-0 | 21-0 | Forfait |
| AR Torre                                                   | 0-9  | 2-3  |      | 3-0  | 15-0 | 12-0 | 8-2     |
| CD Drizes                                                  | 0-8  | 0-11 | 0-3  |      | 2-0  | 4-0  | 3-1     |
| ACCD Souselo                                               | 0-18 | 0-4  | 3-10 | 2-1  |      | 8-1  | 11-1    |
| AD Castro Daire                                            | 0-17 | 0-18 | 0-6  | 0-3  | 5-4  |      | 3-0     |
| Amarante FC                                                | 0-15 | 0-21 | 2-3  | 0-2  | 2-5  | 1-2  |         |
| - Victoire à domicile - Match nul - Victoire à l'extérieur |      |      |      |      |      |      |         |

#### Zone B
L'União Ferreirense, remporte pour la deuxième fois consécutive le championnat de la zone B, et est donc qualifié avec  l'União de Coimbra pour la phase finale.
| Rang | Équipe              | Pts | J  | G | N | P  | Bp | Bc | Diff |
| ---- | ------------------- | --- | -- | - | - | -- | -- | -- | ---- |
| 1    | União Ferreirense   | 20  | 12 | 9 | 2 | 1  | 44 | 8  | +36  |
| 2    | CF União de Coimbra | 18  | 12 | 8 | 2 | 2  | 33 | 9  | +24  |
| 3    | Clube de Albergaria | 17  | 12 | 8 | 1 | 3  | 25 | 11 | +14  |
| 4    | AD São Roque        | 11  | 12 | 4 | 3 | 5  | 17 | 15 | +2   |
| 5    | CA Riachense        | 9   | 12 | 3 | 3 | 6  | 13 | 20 | -7   |
| 6    | CD Viseu            | 9   | 12 | 4 | 1 | 7  | 11 | 19 | -8   |
| 7    | Escola Molelinhos   | 0   | 12 | 0 | 0 | 12 | 2  | 63 | -61  |

|  | Qualifiés pour la phase finale de la compétition. |
|  | Relégué en division inférieure. |
|  | T Tenant du titre. P Promu de division inférieure. Pts points ; G victoires ; N match nuls ; P défaites Bp buts marqués ; Bc buts encaissés ; Diff différence de buts |

| Résultats (▼dom., ►ext.)                                   | Fer  | Coi | Alb | São | Ria | Vis | Esc  |
| União Ferreirense                                          |      | 4-0 | 3-1 | 4-1 | 5-1 | 5-0 | 4-0  |
| CF União de Coimbra                                        | 0-0  |     | 1-1 | 1-0 | 5-1 | 1-0 | 11-0 |
| Clube de Albergaria                                        | 1-3  | 1-0 |     | 0-1 | 1-0 | 2-0 | 6-0  |
| AD São Roque                                               | 3-2  | 1-2 | 1-2 |     | 0-0 | 1-2 | 3-0  |
| CA Riachense                                               | 1-1  | 1-2 | 1-4 | 0-0 |     | 1-0 | 3-0  |
| CD Viseu                                                   | 0-2  | 0-2 | 1-2 | 2-2 | 1-0 |     | 3-0  |
| Escola Molelinhos                                          | 0-11 | 0-8 | 0-4 | 0-4 | 1-4 | 1-2 |      |
| - Victoire à domicile - Match nul - Victoire à l'extérieur |      |     |     |     |     |     |      |

#### Zone C
Le GMD 9 Abril Trajouce, remporte le championnat de zone C en gagnant tous ses matches, devançant le prestigieux Sporting Portugal.
Il est à noter que les filles du Grupo Musical Desportivo 9 Abril Trajouce, battent à l'instar de leurs homologues de l'ADC Lobão, le record de buts marqués en un match (19), à 3 reprises (0-22 face au Centro De Lagos lors de la 6e journée, 22-0 face au GD Queluz lors de la 7e et 0-23 à nouveau face au GD Queluz, lors de la 14e et dernière journée. Mais le nouveau record revient aux joueuses de Ricardo Cravo (Sporting) qui lors de l'avant dernière journée, battent à domicile le GD Queluz, 26 à 0, établissant ainsi le nouveau record détenu jusqu'alors par le Boavista lors de la saison 1990-91.
| Rang | Équipe               | Pts | J  | G  | N | P  | Bp  | Bc  | Diff |
| ---- | -------------------- | --- | -- | -- | - | -- | --- | --- | ---- |
| 1    | GMD 9 Abril Trajouce | 24  | 12 | 12 | 0 | 0  | 138 | 4   | +134 |
| 2    | Sporting CP          | 20  | 12 | 10 | 0 | 2  | 101 | 7   | +94  |
| 3    | Juventude Évora      | 14  | 12 | 7  | 0 | 5  | 46  | 31  | +15  |
| 4    | Hockey ClubeP        | 14  | 12 | 7  | 0 | 5  | 38  | 27  | +11  |
| 5    | União Camarate       | 8   | 12 | 4  | 0 | 8  | 23  | 56  | -33  |
| 6    | GD QueluzP           | 4   | 12 | 2  | 0 | 10 | 4   | 125 | -121 |
| 7    | Centro De LagosP     | 0   | 12 | 0  | 0 | 12 | 2   | 102 | -100 |

|  | Qualifiés pour la phase finale de la compétition. |
|  | Relégué en division inférieure. |
|  | T Tenant du titre. P Promu de division inférieure. Pts points ; G victoires ; N match nuls ; P défaites Bp buts marqués ; Bc buts encaissés ; Diff différence de buts |

| Résultats (▼dom., ►ext.)                                   | Tra  | SCP  | Juv | Hoc | Cam  | Que  | Lag     |
| GMD 9 Abril Trajouce                                       |      | 3-2  | 7-0 | 8-0 | 14-0 | 22-0 | 13-0    |
| Sporting CP                                                | 0-2  |      | 3-1 | 6-0 | 7-0  | 26-0 | 13-0    |
| Juventude Évora                                            | 0-10 | 0-4  |     | 1-2 | 3-0  | 10-0 | 8-0     |
| Hockey Clube                                               | 1-3  | 1-4  | 3-4 |     | 2-0  | 3-0  | 11-0    |
| União Camarate                                             | 1-11 | 0-12 | 2-3 | 0-2 |      | 4-1  | 5-1     |
| GD Queluz                                                  | 0-23 | 0-12 | 0-9 | 1-9 | 0-6  |      | forfait |
| Centro De Lagos                                            | 0-22 | 0-12 | 0-7 | 0-4 | 0-5  | 1-2  |         |
| - Victoire à domicile - Match nul - Victoire à l'extérieur |      |      |     |     |      |      |         |

### Phase finale
Les six équipes qualifiées pour la phase finale s'opposent dans un championnat aller-retour. Le Boavista s'octroie son neuvième titre.
| Rang | Équipe               | Pts | J  | G | N | P | Bp | Bc | Diff |
| ---- | -------------------- | --- | -- | - | - | - | -- | -- | ---- |
| 1    | Boavista FCT         | 18  | 10 | 8 | 2 | 0 | 28 | 6  | +22  |
| 2    | ADC Lobão            | 13  | 12 | 5 | 3 | 2 | 24 | 8  | +16  |
| 3    | GMD 9 Abril Trajouce | 13  | 10 | 6 | 1 | 3 | 20 | 11 | +9   |
| 4    | Sporting CP          | 7   | 10 | 2 | 3 | 5 | 9  | 10 | -1   |
| 5    | União Ferreirense    | 7   | 10 | 3 | 1 | 6 | 9  | 22 | -13  |
| 6    | CF União de Coimbra  | 2   | 10 | 1 | 0 | 9 | 6  | 39 | -33  |

|  | Vainqueur de la compétition. |
|  | T Tenant du titre. P Promu de division inférieure. Pts points ; G victoires ; N match nuls ; P défaites Bp buts marqués ; Bc buts encaissés ; Diff différence de buts |

| Résultats (▼dom., ►ext.)                                   | Boa | Lob | Tra | SCP | Fer | Coi |
| Boavista FC                                                |     | 0-0 | 1-1 | 2-0 | 6-2 | 8-0 |
| ADC Lobão                                                  | 1-2 |     | 0-3 | 1-1 | 3-0 | 7-0 |
| GMD 9 Abril Trajouce                                       | 1-3 | 0-1 |     | 1-0 | 3-0 | 0-5 |
| Sporting CP                                                | 0-2 | 1-1 | 0-1 |     | 0-0 | 3-0 |
| União Ferreirense                                          | 1-2 | 1-5 | 0-2 | 2-1 |     | 1-0 |
| CF União de Coimbra                                        | 0-2 | 0-5 | 1-8 | 0-3 | 0-2 |     |
| - Victoire à domicile - Match nul - Victoire à l'extérieur |     |     |     |     |     |     |